# Vincenzo Pandolfo
Vincenzo Pandolfo (Palermo, 1910 – Roma, 9 settembre 1943) è stato un partigiano italiano, medaglia d'oro al valor militare alla memoria.

## Biografia
Chiamato alle armi, era stato mandato in Croazia, dove aveva comandato una Compagnia del 1º Reggimento "Granatieri di Sardegna". Rientrato a Roma, nel marzo del 1943, Pandolfo era stato promosso capitano. Al momento dell'armistizio era al comando della X Compagnia Granatieri, che partecipò alla battaglia per difendere la Capitale. Cadde combattendo eroicamente a Porta San Paolo.
A Vincenzo Pandolfo è stata intitolata una strada di Roma.